# Ciclo Arturiano
Ciclo Arturiano é um ciclo literário, a parte mais conhecida da Matter of Britain ("Matéria da Bretanha"), quer dizer a lenda referente ao rei Artur e os cavaleiros.
Seu sucesso deveu-se em grande parte ao fato de que conta duas histórias entrelaçadas que intrigaram muitos autores posteriores. Uma diz respeito à cidade de Camelot, geralmente imaginada como uma utopia condenada de virtude cavalheiresca, desfeita pelas falhas fatais de Artur e Sir Lancelot. A outra diz respeito às buscas dos vários cavaleiros para obter o Santo Graal; alguns obtiveram êxito (Galahad, Percival), e outros falharam (Lancelot).
O conto medieval de Artur e seus cavaleiros está cheio de temas cristãos; estes temas envolvem a destruição dos planos humanos de virtude pelas falhas morais de seus personagens, e a busca de uma importante relíquia cristã. Finalmente, o relacionamento entre os personagens convidavam ao tratamento na tradição do amor cortês, tais como Lancelot e Guinevere ou Tristão e Isolda. Em anos mais recentes, a tendência tem sido vincular os contos do rei Artur e seus cavaleiros com a mitologia céltica, geralmente em versões reconstruídas altamente romantizadas, do início do século XX.